# Лацанич Василь
Василь Лацанич (нар. 1904, Великий Березний, Австро-Угорщина — пом. 27 грудня 1943, Великий Березний, Угорське королівство) — український громадський та політичний діяч, педагог, начальник департаменту персоналу уряду Карпатської України, посол Сойму Карпатської України. Син, Ігор Лацанич, відомий диригент, народний артист України.

## Життєпис

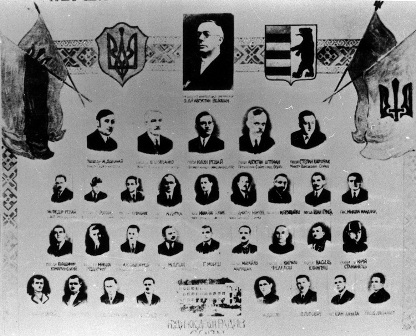
Посли Сойму Карпатської України.
По центру: Президент Карпатської України о. Августин Волошин; Перший ряд зліва направо: Микола Долинай, Юлій Бращайко, Юліян Ревай, Августин Штефан, Степан Клочурак; Другий ряд: Федір Ревай, Степан Росоха, Леонід Романюк, Августин Дутка, Михайло Тулик, Дмитро Німчук, Михайло Бращайко, Іван Грига, Микола Мандзюк; Третій ряд: Володимир Комаринський, Микола Різдорфер, Антон Ернест Олдофреді, Мілош Дрбал, Григорій Мойш, Михайло Марущак, Кирило Феделеш, Василь Климпуш, о. Юрій Станинець; Четвертий ряд: Василь Щобей, Іван Ігнатко, Юрій Пазуханич, Іван Перевузник, Адальберт Довбак, Петро Попович, Іван Качала, Василь Лацанич

Народився у 1904 році в селі Великому Березному в багатодітній родині з 10 дітей. Його батько майже 30 років був старостою села і мав змогу дати своїм дітям середню та вищу освіту.
Після народної школи Василь Лацанич учився в Ужгородській учительській семінарії, після закінчення якої здобув фах учителя.
Працював вчителем у Ставному, Заброді, Ублі, Великому Березному. У кожному з цих сіл організував осередки крайового товариства «Просвіта», сільські хори, драматичні гуртки. Разом із дружиною, теж учителькою, в кожній народній школі організував гуртки з вирощування квітів, овочів.
Брав активну участь в роботі громадських організацій, зокрема крайового товариства «Просвіта», учительських просвітянських з'їздів та інших культурно-освітніх заходів.
12 лютого 1939 року був обраний послом Сойму Карпатської України.
Після окупації краю угорськими військами переховувався, щоб уникнути арешту. Згодом легалізувався, але потрапив під нагляд поліції, щотижня мав реєструватися.
Захворів, переніс невдалу операцію, через яку зазнав паралічу кінцівок і 27 грудня 1943 року помер.